# Georges Godefroy
Pour les articles homonymes, voir Godefroy.
Georges Godefroy, né le 25 octobre 1912 au Havre, mort le 12 janvier 1974 à Sainte-Adresse, est un écrivain français. Ses romans policiers sont signés du nom de plume Michel Lambesc.

## Biographie
Georges Auguste Godefroy est le fils du peintre Achille-Eugène Godefroy devenu imprimeur et d'Élisa Charlotte Morice.
Écrivain spécialisé dans le roman feuilleton ayant une prédilection pour le roman d'aventures, il donne résolument dans le roman policier à partir de 1958 en adoptant le pseudonyme de Michel Lambesc. Quatre de ses cinq romans policiers paraissent aux éditions Gallimard dans la collection Série noire. 
Trois de ses romans ont été adaptés au cinéma : Les Gentlemen de Hong-Kong (1952) pour La Rivière des trois jonques, film réalisé par André Pergament en 1957 ; Cher voyou (1964) pour L'Homme à la Buick, film réalisé par Gilles Grangier en 1968 ; enfin, pour le roman éponyme paru en 1968, La Horse, film réalisé par Pierre Granier-Deferre en 1970.

Pour Paul Maugendre, analysant La Horse : 

« Cet affrontement met aux prises une bande de truands parisiens originaires du Midi et confiants en leurs capacités et un paysan normand rusé, retors et matois. L'éternel conflit entre les citadins et les ruraux, les uns prenant les autres pour des arriérés. Cet antagonisme est accentué en toile de fond par le développement inéluctable de la vie moderne aux dépens d'une tradition séculaire campagnarde. La construction de raffineries, de routes, ne peut être réalisée qu'au détriment des agriculteurs, des éleveurs qui se sentent grugés, spoliés dans leurs biens. Un aperçu écologique discret dans un roman qui ne manque pas d'humour et nous ne sommes pas loin parfois des farces normandes et des contes à la Maupassant. Cohabitation réussie entre deux parlers populaires, l'argot parisien mêlé d'expressions méditerranéennes des truands et le patois cauchois employé par Auguste lorsqu'il préfère jouer à l'imbécile devant ses interlocuteurs. »

## Œuvre

### Romans signés Michel Lambesc
- Un homme à vendre, Gallimard, coll. « Série noire » no 464, 1958
- Un pont d'or, Gallimard, coll. « Série noire » no 781, 1963
- Cher voyou, Gallimard, coll. « Série noire » no 863, 1964
- La Horse, Gallimard, coll. « Série noire » no 1208, 1968 Réédition, Gallimard, coll. « Folio policier » no 808, 2016
- Maxi-taxi, Julliard, coll. « P.J. », 1973

### Romans
- Le Bungalow de l'amour, 1947
- Les Gentlemen de Hong-Kong, coll. « Grandes Aventures », J. Tallandier, 1952 Réédition sous le titre La Rivière des trois jonques, J. Tallandier, 1956
- Les Naufrageurs, J. Tallandier, 1955 Prix du Roman populaire.

### Autres publications
- Le Havre, ville neuve, 1955
- Le Havre sous l'Occupation, 1940-1944, Le Havre, 1965

## Sources
- Claude Mesplède, Les Années "Série noire" : bibliographie critique d'une collection policière, vol. 3 : 1966-1972, Amiens, Éditions Encrage, coll. « Travaux / 22 », 1994 (ISBN 978-2-906389-53-3), p. 122-123.